# ایجر (کالیفرنیا)
ایجر (به انگلیسی: Ager) یک منطقهٔ مسکونی در ایالات متحده آمریکا است که در کالیفرنیا واقع شده‌است.